# Champmotteux
Champmotteux é uma comuna francesa na região administrativa da Ilha de França, no departamento de Essonne. Estende-se por uma área de 7.57 km². Em 2010 a comuna tinha 373 habitantes (densidade: 49,3 hab./km²).